# حكومة سلال الخامسة
حكومة سلال الخامسة،

## التشكيلة الوزارية
وفقا للدستور الجزائري، أعلن رئيس الجمهورية الجزائرية، بعد احتفاظه بحقيبة الدفاع الوطني، واستشار الوزير الأول عبد المالك سلال عن التشكيلة الحكومية التالية:
- عبد المالك سلال وزير أول .
- الفريق أحمد قايد صالح نائب وزير الدفاع الوطني قائد أركان الجيش الوطني الشعبي
- نور الدين بدوي : وزير الداخلية والجماعات المحلية.
- رمطان لعمامرة : وزير الشؤون الخارجية .
- الطيب لوح : وزير العدل حافظ الأختام .
- حاجي بابا عمي : وزير المالية.
- عبد القادر مساهل : وزير الشؤون المغاربية والأفريقية والتعاون الدولي.
- عبد السلام بوشوارب : وزير الصناعة والمناجم .
- نور الدين بوطرفة : وزير الطاقة.
- الطيب زيتوني : وزير المجاهدين .
- محمد عيسى : وزير الشؤون الدينية والأوقاف.
- بختي بلعايب : وزير التجارة .
- عبد الوهاب نوري : وزير التهيئة العمرانية والسياحة والصناعات التقليدية.
- شلغوم عبد السلام: وزير الفلاحة والتنمية الريفية والصيد البحري .
- عبد القادر والي : وزير الموارد المائية والبيئة .
- عبد المجيد تبون : وزير السكن والعمران والمدينة .
- بوجمعة طلعي : وزير الأشغال العمومية والنقل.
- نورية بن غبريط رمعون : وزيرة التربية الوطنية .
- الطاهر حجار: وزير التعليم العالي والبحث العلمي .
- محمد مباركي : وزير التكوين والتعليم المهنيين .
- محمد الغازي : وزير العمل والتشغيل والضمان الاجتماعي .
- عز الدين ميهوبي : وزير الثقافة .
- مونية مسلم : وزيرة التضامن الوطني والأسرة وقضايا المرأة .
- غنية الدالية : وزيرة العلاقات مع البرلمان
- عبد المالك بوضياف : وزير الصحة والسكان وإصلاح المستشفيات.
- عبد القادر خمري : وزير الشباب والرياضة.
- حميد قرين : وزير الاتصال .
- إيمان هدى فرعون : وزيرة البريد وتكنولوجيات الإعلام والاتصال .
- عائشة طاغابو : وزيرة منتدبة لدى وزير تهيئة الإقليم والسياحة والصناعات التقليدية مكلفة بالصناعات التقليدية.
- بوضياف معتصم : وزير منتدب لدى وزير المالية مكلفا بالاقتصاد الرقمي وعصرنة الأنظمة المالية.

من جهة أخرى وطبقا للمادة 78 من الدستور عين رئيس الجمهورية السيدين:
- أحمد نوي : وزير أمين عام للحكومة .
- مصطفى كريم رحيل : وزير مدير ديوان الوزير الأول.